# ハイカブリニナ属

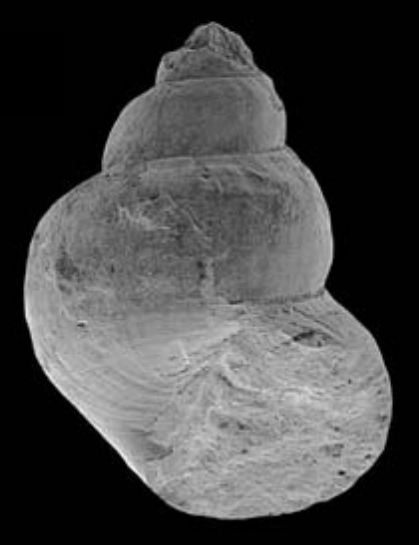
（中新世/上越市）

ハイカブリニナ属（ハイカブリニナぞく、灰被蜷属、学名 Provanna）はハイカブリニナ科に分類される小形の巻貝の一属。深海の熱水噴出孔や冷水湧出帯などの周辺に多く見られる。白亜紀のメタン湧水堆積物中からも化石が見付かっており、起源の古い属である。

## 形態
殻高4mm-15mm前後で、殻径より殻高が大きい。一見カワニナ類の幼貝のような外見をもつものが多い。成貝の殻頂は侵食によって失われており、侵食部は内部から分泌付加された殻質で塞がれている。殻表は褐色系の殻皮で被われる。表面は平滑で彫刻のないものから、弱い螺肋があるもの、幼貝では螺肋や縦肋があるが成長すると平滑になるもの、成貝でも明瞭な縦肋と数本の螺肋とが交わって粗い格子状を呈するものなどがある。軸唇は弱くS字状に捩れ、下端部は僅かに水管溝状になる。臍孔はない。
蓋は少旋型で殻口とほぼ同形。外套襟の右端に短い外套触角をもつ。歯舌は中歯1個、側歯1対、縁歯2対の紐舌型。
相互に外見がよく似た種も多く、分子系統解析によって初めて別種と認識されたものもある。

## 生態
深海の熱水噴出孔や冷水湧出帯に形成される化学合成生物群集などによく見られ、しばしば群生して個体数が多い。また鯨骨（鯨骨生物群集）その他の脊椎動物遺骸群集や沈木群集にも見られ、そのような環境でバクテリアマットやデトリタスなどを食べている。自身の体内では化学合成はしない。

## 分類
属の原記載
- 記載文献：Dall, 1918. Proc. Biol. Soc. Washington vol. 31, p. 7.
- タイプ種：Trichotropis (Provanna) lomana Dall, 1918 （＝Provanna lomana (Dall, 1918)）
- 原記載時には、疑問符付きでヒゲマキナワボラ科の Trichotropis 属の亜属として創立された。その際この亜属に置かれたのは、亜属と同時に新種記載された lomana ただ一種であったため、 lomana が自動的に Provanna 亜属（後に属に昇格）のタイプ種となる。

種
Sasaki他（2016）によれば2016年初頭までに命名記載されている種は以下のとおりである。冒頭の「†」は化石種であることを示す。
- Provanna abyssalis Okutani & Fujikura, 2002　カイコウハイカブリニナ　日本海溝 5,379m （湧水）
- Provanna admetoides Warén & Ponder, 1991　　フロリダ海底崖（en） 624-631m
- † Provanna alexi Amano & Litte, 2014　　初山別村 中新世中期 （鯨骨）
- †Provanna antiqua Squires, 1995　　ワシントン州 始新世-漸新世（湧水と鯨骨）
- Provanna buccinoides Warén & Bouchet, 1993　　ラウ海盆・北フィジー海盆 1900-2765m （熱水孔）
- Provanna chevalieri Warén & Bouchet, 2009　　西アフリカRegabサイト 3150m （湧水）
- Provanna clathratai Sasaki, Ogura, Watanabe & Fujikura, 2016　コウシハイカブリニナ　伊良部海丘・鳩間海丘 1647-1743m （熱水孔）
- Provanna glabra Okutani, Tsuchida & Fujikura, 1992　サガミハイカブリニナ　静岡県初島沖 1110-1200m （湧水）
- Provanna goniata Warén & Bouchet, 1986　　グアイマス海盆（en） 2000-2020m （湧水）
- † Provanna hirokoae Amano & Litte, 2014　　新潟県上越市 中新世中期化石 （湧水）
- Provanna ios Warén & Bouchet, 1986　　ガラパゴス拡大中心 2450-2620m （熱水孔）
- Provanna kuroshimensis Sasaki, Ogura, Watanabe & Fujikura, 2016　クロシマハイカブリニナ　黒島海丘 644m （湧水）
- Provanna laevis Warén & Ponder, 1991　　カリフォルニア湾、グアイマス海盆など 500-2000m （熱水孔・湧水）
- Provanna lomana (Dall, 1918)　　オレゴン陸棚縁辺部 約450-1200m （湧水）
- Provanna lucida Sasaki, Ogura, Watanabe & Fujikura, 2016　ミガキハイカブリニナ　沖縄トラフ南奄西海丘 701m （熱水孔）
- Provanna macleani Warén & Bouchet, 1989　　オレゴン陸棚縁辺部 2713-2750m （湧水と沈木）
- † Provanna marshalli Saether, Little & Campbell, 2010　　ニュージーランド北島 中新世化石 （湧水）
- Provanna muricata Warén & Bouchet, 1986 ムシロハイカブリニナ　　ガラパゴス拡大中心、北フィジー海盆、ラウ海盆 2450-2615m （熱水孔）
- † Provanna nakagawaensis Kaim, Jenkins & Hikida, 2009　　北海道中川町 白亜紀コニアシアン-カンパニアン化石 （湧水と沈木）
- Provanna nassariaeformis Okutani, 1990　　マリアナ背弧海盆・マヌス背弧海盆 3670-3680m （熱水孔）
- Provanna reticulata Warén & Bouchet, 2009　　西アフリカRegabサイト他 750-3150m （湧水）
- Provanna sculpta Warén & Ponder, 1991　　ルイジアナ斜面 約550m （湧水）
- Provanna segonzaci Warén & Ponder, 1991　　ラウ海盆 1750-1900m （熱水孔）
- Provanna shinkaiae Okutani & Fujikura, 2002　シンカイハイカブリニナ　日本海溝 5343m （水）
- Provanna subglabrai Sasaki, Ogura, Watanabe & Fujikura, 2016　ニヨリハイカブリニナ　沖縄トラフ 710-1632m （熱水孔）
- † Provanna tappuensis Kaim, Jenkins & Warén, 2008　　北海道小平町達布 白亜紀セノマニアン化石 （湧水）
- † Provanna urahoroensis Amano & Jenkins, 2013　ウラホロハイカブリニナ　北海道浦幌町 第三紀漸新世化石 （湧水）
- Provanna variabilis Warén & Bouchet, 1986　　北米西側 Juan de Fuca Ridge他 675-2200m （熱水孔・湧水）